# 폴리 쇼어

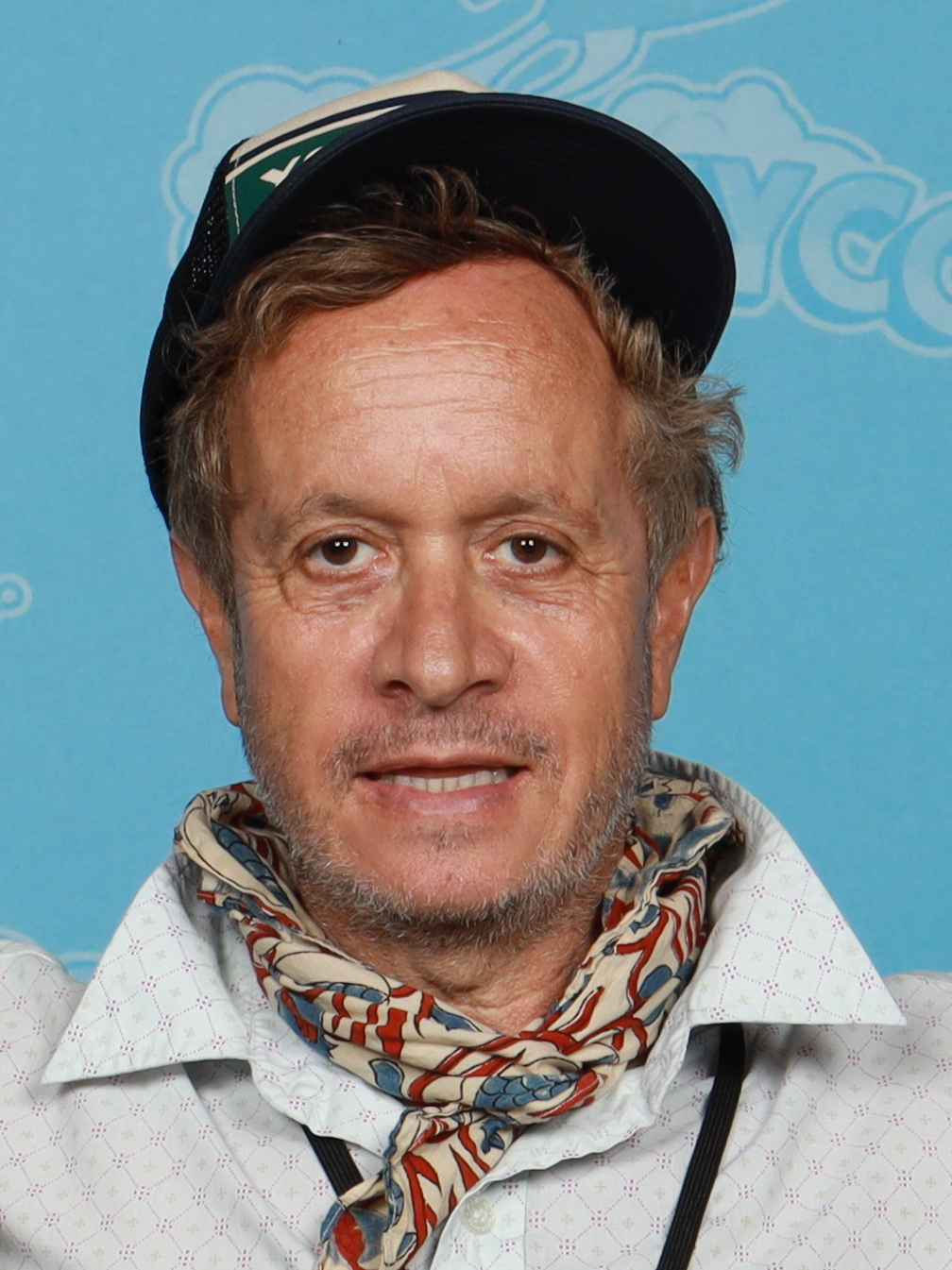

폴리 쇼어(Pauly Shore, 1968년 2월 1일 ~ )는 미국의 희극인, 영화 감독, 각본가, 음악가, 언론인, 배우, 성우, 영화 제작자이다.
할리우드에서 태어났다.

## 출연 작품
- 샌디 웩슬러 (2017년)
- 위스키 비즈니스 (2012년) - 니키 역
- 폴리 쇼어스 베가스 이즈 마이 오이스터 (2011년)
- 버키 라슨: 나도 스타다 (2011년)
- 아퍼저트 데이  (2009년) - 로버트 벤슨 역
- 폴리 쇼어 이즈 데드 (2003년)
- 워쉬 (2001년)
- 블레어 윗치 패러디 (2000년)
- 구피 무비 - X게임 대소동 (2000년)
- 꼬마 유령 캐스퍼 3 - 캐스퍼와 웬디 (1998년)
- 지옥의 저주 (1997년)
- 꼬마 유령 캐스퍼 2 - 새로운 모험 (1997년)
- 바이오돔 (1996년)
- 스트립퍼 배심원 (1995년) - 토미 콜린스 역
- 쫄병 람보 (1994, In the Army Now) - 본즈 역
- 못말리는 사위 (1993년)
- 원시 틴에이저 (1992년) - 스토니 브라운 역
- 오늘 밤 모든 것은 끝난다 (1989년)
- 드림 데이트 (1989년)
- 미혼모 (1988)
- 18 어게인 (1988년)

### 텔레비전
- The Late Late Show with Craig Kilborn (1999-2003) - 본인
- 안투라지 (2005-07)